# Лундберг, Виктор
Ви́ктор Лу́ндберг (швед. Viktor Lundberg; 4 марта 1991, Сольна) — шведский футболист, атакующий полузащитник клуба «Хеккен».

## Карьера

### Клубная
Воспитанник стокгольмского АИКа. В молодёжную академию 4-летнего Виктора привёл дедушка. Тренеры отмечали его трудолюбие на тренировках и называли его талантом. В 2005 году юношеская команда АИКа дошла в своей возрастной группе до финала национальных соревнований, в финале которых встречалась со сверстниками из «Хаммарбю». В той игре Виктор сравнял счёт, а его команда одержала победу в серии послематчевых пенальти. После выпуска из академии в 2008 году отправился в «Весбю», выступающем в Суперэттане, с которым у АИКа налажены партнёрские связи.
Дебют на профессиональном уровне состоялся уже в первом туре первенства в матче против «Мьельбю». На 66 минуте главный тренер «Весбю» выпустил Лундберга на поле вместо Брвы Нури, но ничем своим партнерам швед помочь не смог, и матч завершился поражением 1:2. На следующую игру Виктор вышел уже в стартовом составе. В общей сложности он принял участие в 27 матчах своей команды и забил единственный гол. Случилось это в последнем туре первенства с «Отвидабергом», однако забитый им мяч не спас его клуб от поражения. По окончании сезона Лундберг вернулся в родной клуб.
Новый главный тренер команды Микаэль Старе пригласил его в команду для подготовки к новому сезону. Удачные выступления в контрольных матчах и хорошая работа на предсезонных сборах позволили Виктору получить место в основе команды. Дебют в чемпионате Швеции состоялся в третьем туре, в гостевой игре с «Броммапойкарной». Лундберг вышел на поле в стартовом составе и уже на 2-й минуте вывел свою команду вперёд. Через несколько минут хозяева отыгрались, но в концовке встречи столичный клуб вырвал победу. Несмотря на яркий дебют, остаток сезона Виктор провёл, выступая за «Весбю», изредка выходя на замену в матчах АИКа.
С приходом в команду Алекса Миллера Лундберг стал регулярно получать место в основном составе. В 2010 году дебютировал в еврокубках. В ответной игре второго квалификационного раунда Лиги чемпионов с люксембургским «Женессом» он вышел во втором тайме вместо Антонио Флавио.
Лундберг был приобретен «Хеккеном» по 3-летнему контракту.

### В сборных
Выступал за юношеские сборные Швеции различных возрастов. В 2011 году сыграл три матча за молодёжную сборную, в которых сумел дважды отличиться.

## Достижения
АИК
- Чемпион Швеции: 2009
- Серебряный призёр чемпионата Швеции: 2011
- Обладатель Кубка Швеции: 2009
- Обладатель Суперкубка Швеции: 2010

 Хеккен
- Обладатель Кубка Швеции: 2019

## Личная жизнь
Родился в Сольне — пригороде Стокгольма. Жил с родителями недалеко от тренировочной базы АИКа. По собственному признанию хотел бы выступать за «Манчестер Юнайтед», где играет его любимый футболист Майкл Каррик.